# Королевские дятлы
Королевские дятлы, или острохохлые дятлы (лат. Campephilus) — род птиц семейства дятловых, обитающих в Новом Свете и включающий в себя 12 видов. Это очень крупные дятлы, а императорский дятел (Campephilus imperialis) считается самым крупным представителем семейства. Этот вид, а также ещё один — белоклювый дятел — возможно, в настоящее время вымерли. Надежду на возрождение белоклювых дятлов принесли известия из США, где в 2004—2005 гг. появились сообщения о наблюдении этих птиц, а сотрудникам Корнеллской орнитологической лаборатории даже удалось заснять одну птицу на видео, но видео было недостаточно чётким.
Научное название было дано роду британским зоологом Джорджем Греем в 1840 году, когда тот предложил выделить белоклювого дятла в особый монотипический род. Само латинское слово Campephilus буквально означает «любитель личинок», что в целом характеризует основной тип питания этих птиц, кормящихся личинками жуков-короедов. Широко распространено мнение, что их ближайшими родственниками являются род желны (Dryocopus), однако это не так — ближе всего к ним султанские дятлы (Chrysocolaptes) из Юго-Восточной Азии.

## Виды
Международный союз орнитологов относит к роду 12 видов:
- Коричневополосый королевский дятел (Campephilus pollens)
- Campephilus splendens
- Кровавобрюхий королевский дятел (Campephilus haematogaster)
- Красношейный королевский дятел (Campephilus rubricollis)
- Красноголовый королевский дятел (Campephilus robustus)
- Черногорлый королевский дятел (Campephilus melanoleucos)
- Светлобрюхий королевский дятел (Campephilus guatemalensis)
- Гуаякильский королевский дятел (Campephilus gayaquilensis)
- Белоспинный королевский дятел (Campephilus leucopogon)
- Магелланов королевский дятел (Campephilus magellanicus)
- Белоклювый дятел (Campephilus principalis)
- Императорский дятел (Campephilus imperialis)

Кроме того, известен один ископаемый вид, Campephilus dalquesti, обнаруженный в Техасе и относящийся к позднему плейстоцену.